# Gokak (Rural), Gokak
Gokak (Rural) là một làng thuộc tehsil Gokak, huyện Belgaum, bang Karnataka, Ấn Độ.